# Mary Stallings
Mary Stallings (* 16. August 1939 in San Francisco) ist eine amerikanische Jazzsängerin.

## Leben und Wirken
Stallings wuchs als Nichte des Saxophonisten Orlando Stallings im nordwestlichen Stadtteil Laurel Heights auf und sang im schwarzen Gospelchor der First African Methodist Episcopal Zion Church. Bereits mit zehn Jahren trat sie zusammen mit ihrer Mutter und ihren beiden älteren Schwestern in einer Gospelgruppe auf. Als sie elf Jahre alt war, machte sie ihre erste Soloaufnahme.  Vor dem Highschool-Abschluss schloss sie sich den Tympani Five von Louis Jordan an. Als Teenager trat sie weiterhin in den Clubs von San Francisco mit Ben Webster, Earl Hines, Red Mitchell, Teddy Edwards sowie Wes, Monk und Buddy Montgomery auf.
Stallings arbeitete dann mit dem Vibraphonisten Cal Tjader zusammen; 1961 entstand das Album Cal Tjader Plays, Mary Stallings Sings für Fantasy Records. Es folgten Engagements in Tokio, Manila und Bangkok sowie Auftritte an der nordamerikanischen Westküste und in Europa. Mit Dizzy Gillespie trat sie 1965 beim Monterey Jazz Festival auf; 1965/66 tourte sie mit ihm durch Südamerika. Dann arbeitete sie mit Billy Eckstine. Von 1969 bis 1972 war sie drei Jahre lang Sängerin des Count Basie Orchestra. Ab 1972 pausierte sie, um ihre Tochter, die Soul-Sängerin Adriana Evans, aufzuziehen.
Ende der 1980er Jahre nahm Stallings ihre Karriere als Sängerin wieder auf; ihr Debütalbum Fine And Mellow erschien 1990. 1994 gelang ihr mit der Veröffentlichung ihres Folgealbums I Waited for You für Concord Jazz mit dem Quartett des Pianisten Gene Harris, bestehend aus Ron Escheté (Gitarre), Luther Hughes (Bass) und Paul Humphrey (Schlagzeug), Aufmerksamkeit zu erringen. Auch das nächste Album Spectrum (1995) entstand hochkarätig besetzt; an ihm waren der Pianist Gerald Wiggins, Ron Escheté (Gitarre), Andy Simpkins (Bass) und Paul Humphrey (Schlagzeug) sowie als Gast Harry Sweets Edison beteiligt. Auf Manhattan Moods (1997) begleiteten sie der Pianist Monty Alexander, der Bassist Ben Wolfe und der Schlagzeuger Clyd Lucas sowie Hendrik Meurkens und Dick Oatts. 2001 erschien ihr Album Live at the Village Vanguard. Ihr Album Remember Love (2005) wurde von Geri Allen produziert, die dort auch Klavier und Orgel spielte.
Stallings konzertierte mehrmals (1965, 1995, 2003 und 2013) auf dem Monterey Jazz Festival und dem San Francisco Jazz Festival (2001, 2004 und 2006). 2005 trat sie mit Clark Terry im Blue Note Jazz Club in New York auf. Beim Savannah Music Festival in Georgia 2007 wurde sie vom Eric Reed Trio mit Wycliffe Gordon begleitet; mit Reed legte sie auch ihre Alben Dream (HighNote, 2010), Don't Look Back (HighNote, 2012) und But Beautiful (HighNote, 2013) vor. Zuletzt (2019) erschien ihr Album Songs Were Made to Sing (Smoke Sessions, 2019).